# Кріс Вілкокс
Кріс Рей Вілкокс (англ. Chris Ray Wilcox; нар. 3 вересня 1982, Вайтвілл, Північна Кароліна, США) — американський професіональний баскетболіст, що грав на позиціях важкого форварда і центрового за низку команд НБА.

## Ігрова кар'єра
Починав грати в баскетбол у команді старшої школи Вільяма Енло (Ралі, Північна Кароліна). На університетському рівні грав за команду Мериленд (2000—2002), з якими став чемпіоном NCAA 2002 року.
2002 року був обраний у першому раунді драфту НБА під загальним 8-м номером командою «Лос-Анджелес Кліпперс». Захищав кольори команди з Лос-Анджелеса протягом наступних 4 сезонів.
З 2006 по 2009 рік грав у складі «Сіетл Суперсонікс». 4 квітня 2006 року у матчі проти «Х'юстон Рокетс» зробив 24 підбирання, що стало його особистим рекордом.
19 лютого 2009 року перейшов до складу «Нью-Йорк Нікс» в обмін на Маліка Роуза.
Наступною командою в кар'єрі гравця була «Детройт Пістонс», за яку він відіграв 2 сезони.
Останньою ж командою в кар'єрі гравця стала «Бостон Селтікс», до складу якої він приєднався 2011 року і за яку відіграв 2 сезони.

## Статистика виступів в НБА

### Регулярний сезон
| Сезон             | Команда                 | GP  | GS  | MPG  | FG%  | 3P%  | FT%  | RPG | APG | SPG | BPG | PPG  |
| ----------------- | ----------------------- | --- | --- | ---- | ---- | ---- | ---- | --- | --- | --- | --- | ---- |
| 2002–03           | «Лос-Анджелес Кліпперс» | 46  | 3   | 10.4 | .521 | .000 | .500 | 2.3 | .5  | .2  | .3  | 3.7  |
| 2003–04           | «Лос-Анджелес Кліпперс» | 65  | 17  | 20.6 | .521 | .000 | .700 | 4.7 | .8  | .4  | .3  | 8.6  |
| 2004–05           | «Лос-Анджелес Кліпперс» | 54  | 25  | 18.6 | .514 | .000 | .611 | 4.2 | .7  | .5  | .4  | 7.9  |
| 2005–06           | «Лос-Анджелес Кліпперс» | 48  | 1   | 13.7 | .536 | .000 | .644 | 3.6 | .4  | .3  | .4  | 4.5  |
| 2005–06           | «Сіетл Суперсонікс»     | 29  | 23  | 30.1 | .592 | .000 | .787 | 8.2 | 1.2 | .6  | .4  | 14.1 |
| 2006–07           | «Сіетл Суперсонікс»     | 82  | 81  | 31.5 | .529 | .000 | .684 | 7.7 | 1.0 | .9  | .5  | 13.5 |
| 2007–08           | «Сіетл Суперсонікс»     | 62  | 55  | 28.0 | .524 | .000 | .645 | 7.0 | 1.2 | .7  | .6  | 13.4 |
| 2008–09           | «Оклахома-Сіті Тандер»  | 37  | 6   | 19.4 | .485 | .000 | .598 | 5.3 | .9  | .5  | .3  | 8.4  |
| 2008–09           | «Нью-Йорк Нікс»         | 25  | 0   | 13.2 | .529 | .000 | .509 | 3.3 | .6  | .3  | .2  | 5.4  |
| 2009–10           | «Детройт Пістонс»       | 34  | 10  | 13.0 | .525 | .000 | .500 | 3.4 | .4  | .4  | .4  | 4.5  |
| 2010–11           | «Детройт Пістонс»       | 57  | 29  | 17.5 | .581 | .000 | .562 | 4.8 | .8  | .5  | .3  | 7.4  |
| 2011–12           | «Бостон Селтікс»        | 28  | 4   | 17.2 | .598 | .000 | .615 | 4.4 | .4  | .4  | .3  | 5.4  |
| 2012–13           | «Бостон Селтікс»        | 61  | 7   | 13.6 | .719 | .000 | .672 | 3.0 | .4  | .5  | .5  | 4.2  |
| Усього за кар'єру |                         | 628 | 261 | 19.9 | .541 | .000 | .643 | 4.9 | .7  | .5  | .4  | 8.2  |

### Плей-оф
| Сезон             | Команда          | GP | GS | MPG | FG%  | 3P%  | FT%  | RPG | APG | SPG | BPG | PPG |
| ----------------- | ---------------- | -- | -- | --- | ---- | ---- | ---- | --- | --- | --- | --- | --- |
| 2013              | «Бостон Селтікс» | 2  | 0  | 3.0 | .000 | .000 | .000 | 1.0 | .0  | .0  | .0  | .0  |
| Усього за кар'єру |                  | 2  | 0  | 3.0 | .000 | .000 | .000 | 1.0 | .0  | .0  | .0  | .0  |